# Renata Souza
Renata da Silva Souza (Rio de Janeiro, 31 de agosto de 1982), é uma jornalista, redatora, feminista negra, militante dos direitos humanos e política brasileira, filiada ao Partido Socialismo e Liberdade (PSOL). Está no segundo mandato como deputada estadual do Rio de Janeiro.

## Formação
Renata Souza é nascida e criada na Favela da Maré, Zona Norte do Rio. Jornalista, formada com bolsa integral, pela Pontifícia Universidade Católica do Rio de Janeiro (PUC-Rio). Doutora em Comunicação e Cultura pela Universidade Federal do Rio de Janeiro (UFRJ) e pós-doutora em Mídia e Cotidiano pela Universidade Federal Fluminense (UFF). Renata foi a primeira da sua família a ingressar no ensino superior.
Comunicadora popular, Renata Souza atuou por mais de 15 anos em diferentes favelas para inserir a luta em defesa da vida na pauta da comunicação comunitária.

## Atuação política
Atuou por mais de uma década na defesa dos direitos humanos participando de movimentos sociais. Fez parte do mandato de Marcelo Freixo na Assembleia Legislativa do Rio de Janeiro (ALERJ), integrando a Comissão de Direitos Humanos da Assembleia Legislativa do Estado do Rio de Janeiro. Com a eleição de Marielle Franco à Câmara Municipal do Rio de Janeiro em 2016, assumiu a chefia do gabinete do mandato.
Em 2018, Renata Souza foi eleita deputada estadual pelo Partido Socialismo e Liberdade (PSOL), se tornando a mais votada da esquerda no estado com 63.937 votos. Na ALERJ, foi a primeira mulher negra eleita para presidir a Comissão de Direitos Humanos da assembleia.
Foi candidata pelo PSOL à prefeitura do Rio nas eleições de 2020, com apoio do Partido Comunista Brasileiro (PCB) e da Unidade Popular (UP). Obteve o sexto lugar no pleito, com 85.272 votos (3,24% dos válidos).
Foi reeleita deputada estadual em 2022 com 174.132 votos, sendo a terceira mais votada no estado.
Em fevereiro de 2024, votou contra o fim do afastamento da deputada Lucinha, determinado pelo Tribunal de Justiça do estado por ela ser acusada de ter ligações com milicianos.
Em 2024, é candidata à vice prefeita do Rio de Janeiro ao lado de Tarcísio Motta pelo PSOL.

## Desempenho eleitoral
| Ano  | Eleição                     | Candidata a       | Partido | Coligação/Federação                 | Votos   | %     | Resultado  | Ref    |
| ---- | --------------------------- | ----------------- | ------- | ----------------------------------- | ------- | ----- | ---------- | ------ |
| 2018 | Estadual no Rio de Janeiro  | Deputada estadual | PSOL    | Mudar é Possível (PSOL, PCB)        | 63.937  | 0,93% | Eleita     | [ 11 ] |
| 2020 | Municipal no Rio de Janeiro | Prefeita          | PSOL    | Um Rio de Esperança (PSOL, PCB, UP) | 85.272  | 3,24% | Não eleita | [ 7 ]  |
| 2022 | Estadual no Rio de Janeiro  | Deputada estadual | PSOL    | Federação PSOL REDE (PSOL, REDE)    | 174.132 | 2,02% | Eleita     | [ 8 ]  |

## Publicações
- Cria de Favela: Renata Souza, Editora NPC, ISBN  978-85-93117-09-1. 6 de setembro de 2018